# Giuseppe Sciacca
Giuseppe Sciacca (Catania, 23 de fevereiro de 1955), é um  bispo católico italiano, atual presidente do Departamento do Trabalho da Sé Apostólica.

## Biografia
Em 7 de outubro de 1978 foi ordenado sacerdote e incardinado na diocese de Acireale. Estudou na Pontifícia Universidade Lateranense e no Angelicum. Após trabalhar na sua diocese, começou a trabalhar no Vaticano, desde 1999 como auditor da Rota Romana.
Em 3 de setembro de 2011, foi nomeado por Bento XVI secretário-geral do Governatorato do Estado da Cidade do Vaticano e bispo titular da diocese de Vittoriana. Foi ordenado bispo em 8 de outubro de 2011 pelo Secretário de Estado, Tarcisio Bertone. Em 10 de novembro de 2012, o Papa mudou seu assento titular para Fondi.
Em 13 de fevereiro de 2013, foi nomeado auditor geral da Câmara Apostólica.
Em 24 de agosto de 2013 foi nomeado secretário auxiliar da Assinatura Apostólica, e em 16 de julho de 2016 foi nomeado seu secretário-geral. Entrou no cargo de secretário em 1 de setembro de 2016.
Em 26 de janeiro de 2022, foi nomeado presidente do Gabinete do Trabalho da Santa Sé.